# Rhynchopsilopa gioiellae
Rhynchopsilopa gioiellae är en tvåvingeart som beskrevs av Canzoneri och Rampini 1994. Rhynchopsilopa gioiellae ingår i släktet Rhynchopsilopa och familjen vattenflugor.
Artens utbredningsområde är Sierra Leone. Inga underarter finns listade i Catalogue of Life.